# روانيس
بلدية روانيس (بالإسبانية: Ruanes)‏، هي بلدية تقع في مقاطعة قصرش والتي تقع في منطقة إكستريمادورا، غرب إسبانيا.
يبلغ عدد سكانها 102 نسمة وفقاً لإحصائية سنة (2002).